# Pampa Blanca (Jujuy)
Pampa Blanca es una localidad del departamento El Carmen, en la provincia de Jujuy, Argentina, cerca de la carretera RN 34, a 48 km de la capital provincial.

## Geografía
A 700 m s. n. m., 60 km al sur de San Salvador de Jujuy

## Geología
Presenta un “zócalo” sedimentario paleozoico, apareciendo a través de ventanas tectoerosivas. Son el núcleo de la sierra, sobreyace discordantemente una cubierta sedimentaria Meso-Cenozoica. Este complejo sedimentario se desarrolló en ciclos sucesivos, marinos en su mayoría. Los minerales de "la formación Yacoraite" está formada por calizas dolomíticas, travertinos y aragonitas.

## Educación
- Escuela "Patricias Jujeñas", con 650 alumnos. El edificio data de 1887.

- Escuela Superior de Comercio N.º 1 senador Domingo Pérez